# Дюрнкрут
Дюрнкрут (на немски: Dürnkrut) е селище в Североизточна Австрия, окръг Гензерндорф на провинция Долна Австрия. Населението му е 2251 души от преброяването към 1 април 2009 г.

## Събития
Крал Отакар II е убит в битката при Дюрнкрут на 26 август 1278.